# Chikwe Ihekweazu
Chikwe Ihekweazu  // es un epidemiólogo nigeriano, médico de salud pública y subdirector general de Sistemas de Inteligencia y Vigilancia de Emergencias Sanitarias de la Organización Mundial de la Salud.
Ocupó anteriormente el cargo de director general del Centro de Control de Enfermedades de Nigeria (NCDC), el organismo responsable de proteger la salud pública y la seguridad mediante el control y la prevención de las enfermedades transmisibles en Nigeria. Fue nombrado para dirigir la agencia en agosto de 2016 por el presidente Muhammadu Buhari.
Se formó como epidemiólogo de enfermedades infecciosas y ha trabajado en altos cargos de salud pública y liderazgo en varios institutos nacionales de salud pública, como el Instituto Nacional de Enfermedades Transmisibles de Sudáfrica (NICD), la Agencia de Protección de la Salud del Reino Unido, y el  Instituto Robert Koch (RKI) de Alemania. Ha dirigido varios compromisos a corto plazo para la Organización Mundial de la Salud (OMS), principalmente en respuesta a importantes brotes de enfermedades infecciosas en todo el mundo. Formó parte de la Misión Conjunta OMS-China sobre la enfermedad por coronavirus de 2019 (COVID-19).

## Primeros años y educación
Ihekweazu nació de padre nigeriano y madre alemana. Sus padres se conocieron mientras ambos estudiaban y comenzaban sus carreras en Hamburgo, Alemania. Su padre era un médico nigeriano y su madre, una profesora alemana. Regresaron a Nigeria a principios de la década de 1979 y la infancia de Chikwe transcurrió en la pequeña ciudad universitaria de Nsukka, donde recibió su educación básica. La educación secundaria la cursó en el Federal Government College Enugu (FGCE) de 1983 a 1989. 
Es licenciado en MBBS por la Universidad de Nigeria, Nsukka, diplomado en Medicina Tropical por la Universidad de Heidelberg, Alemania, máster en Salud Pública por la Universidad Heinrich Heine de Düsseldorf, Alemania, becario del Programa Europeo de Formación en Epidemiología de Intervención y becario de la Facultad de Salud Pública del Reino Unido. 

## Carrera profesional
Entre octubre de 1997 y enero de 1999, poco después de su graduación, completó su Housemanship y cumplió el National Youth Service Corps obligatorio de un año en Nigeria. Durante su año de servicio, prestó atención clínica directa y desempeñó funciones de salud pública en el Abia State University Teaching Hospital de Aba (estado de Abia) y en la Police College de Ikeja, Lagos.
En octubre de 2001, trabajó como epidemiólogo médico en el Instituto Robert Koch (RKI), Berlín, una agencia del Gobierno federal alemán y un instituto de investigación responsable del control y la prevención de enfermedades. Durante su estancia en el RKI fue responsable de la investigación de brotes de infecciones hospitalarias y del análisis de los datos de vigilancia.
En febrero de 2003, pasó a ser analista de salud pública en el Haringey Primary Care Trust, perteneciente al National Health Service, de Inglaterra. Chikwe gestionó los datos de inteligencia sanitaria recopilados de forma rutinaria y el suministro de inteligencia y análisis sanitarios durante un periodo de un año, de febrero de 2003 a enero de 2004. Tras dejar el Servicio Nacional de Salud en enero de 2004, fue seleccionado por concurso para incorporarse al "Programa Europeo de Formación en Epidemiología de Intervención" (EPIET), financiado por la Unión Europea, que le proporcionó formación especializada basada en el servicio y experiencia práctica en epidemiología de intervención. Aplicó sus conocimientos y experiencia en epidemiología de campo a una amplia gama de retos de salud pública, principalmente durante brotes de enfermedades infecciosas.
Tras completar su programa de becas, pasó a ser especialista en Medicina de Salud Pública en la Agencia de Protección de la Salud de Inglaterra. Durante su programa de formación especializada en Salud Pública, dirigió varios proyectos basados en servicios en organizaciones de Salud Pública en Inglaterra y adquirió conocimientos y experiencia en el control de enfermedades infecciosas, amenazas químicas, radiológicas y nucleares, así como en gestión y liderazgo de proyectos sanitarios.
Posteriormente, se convirtió en epidemiólogo médico consultor de la Agencia de Protección de la Salud (HPA por sus siglas en inglés) del Reino Unido  en 2008.  El papel de la HPA era proporcionar un enfoque integrado para proteger la salud pública en el Reino Unido, proporcionando servicios de emergencia, apoyo y asesoramiento al Servicio Nacional de Salud (Reino Unido) (NHS). Durante su estancia allí, dirigió la Unidad Regional de Epidemiología (REU) del sureste de Inglaterra, que incluía un equipo de 13 especialistas en salud pública. Esta unidad se encargaba de la investigación y gestión de brotes, la vigilancia, el asesoramiento y el apoyo especializado para el control de enfermedades transmisibles, así como de dirigir la respuesta a los riesgos medioambientales en la región del sudeste de Inglaterra, una población de unos 10 millones de personas.
En 2011, se trasladó a Johannesburgo, Sudáfrica, para convertirse en codirector del Centro de Tuberculosis del Instituto Nacional de Enfermedades Transmisibles (NICD), siendo el principal responsable de la sección de epidemiología. Durante este periodo, también ayudó al NICD a crear el primer Servicio Provincial de Epidemiología del instituto. Su mandato incluía el diseño del servicio, la contratación de los epidemiólogos provinciales líderes, el inicio de una relación de apoyo en las nueve provincias de Sudáfrica, el desarrollo de la capacidad epidemiológica y la vigilancia para el instituto. También dirigió la realización de una encuesta nacional sobre la farmacorresistencia de la tuberculosis y la implantación de un nuevo sistema integrado de vigilancia de la tuberculosis en Sudáfrica.
En febrero de 2014, pasó a ser asesor principal a tiempo parcial en el Instituto Nacional de Enfermedades Transmisibles (NICD) de Johannesburgo (Sudáfrica). 

### Centro de Control de Enfermedades de Nigeria
Fue director general fundador del Centro de Control de Enfermedades de Nigeria (NCDC) de 2016 a 2021. Durante su mandato, se le atribuyó el mérito de transformar el NCDC en una institución de talla mundial para el control de enfermedades en Nigeria y África. Tras la firma de su Ley por el presidente Muhammadu Buhari, el Centro de Control de Enfermedades de Nigeria (NCDC) se convirtió en una agencia independiente el 13 de noviembre de 2018. Como director general, dirigió la agencia a través de un período de redesarrollo.   Dirigió la respuesta a grandes brotes de enfermedades infecciosas, así como frente a la reaparición de la viruela del mono y la fiebre amarilla en el país. Además, supervisó la creación del Laboratorio Nacional de Referencia en Abuya, así como la creación de Centros de Operaciones nacionales y subnacionales de Salud Pública y, entre otros logros, la ampliación del programa de la agencia para formación epidemiológica sobre el terreno, permitiendo aumentar la capacidad de los profesionales de la salud pública de todo el país.
En reconocimiento a la labor realizada por el NCDC bajo la dirección de Ihekweazu, el director general de la OMS, Tedros Adhanom Ghebreyesus visitó el organismo en 2018, y el ex primer ministro del Reino Unido, Tony Blair lo visitó en 2019.  A partir de 2020, Ihekweazu formó parte del Comité de Emergencia de Regulaciones Internacionales de Salud (IRS, por sus siglas en inglés) de la OMS para el COVID-19, presidido por Didier Houssin.  También dirigió la respuesta de salud pública de Nigeria a la pandemia a través del NCDC. Fue miembro del Comité Directivo del Grupo de Trabajo Africano sobre Coronavirus, donde presidió el Subcomité de Control de la Prevención de Infecciones, y fue miembro del Grupo de Trabajo Presidencial de Nigeria sobre COVID-19.

### Organización Mundial de la Salud
En noviembre de 2021, Ihekweazu fue nombrado subdirector general de la División de Sistemas de Inteligencia y Vigilancia de Emergencias Sanitarias de la OMS. También es jefe del WHO Hub for Epidemic and Pandemic Intelligence, con oficina en Berlín (Alemania), una iniciativa establecida por la OMS y apoyada por el gobierno alemán para fortalecer la inteligencia pandémica y epidémica a través de mejores datos, mejores análisis y mejores decisiones.
El Centro de Pandemias de la OMS es responsable de varias iniciativas para reforzar la información sobre pandemias y epidemias, incluida la Iniciativa de Información sobre Epidemias procedente de Fuentes Abiertas (EIOS), la Red Internacional de Vigilancia de Patógenos (IPSN), la Oficina del Programa de Fuentes Abiertas (OSPO) y otros varios. El Centro trabaja en estrecha colaboración con los Estados miembros, las oficinas regionales y nacionales de la OMS, los organismos sanitarios regionales y nacionales, el mundo académico, el sector privado y otros agentes no estatales de distintas zonas geográficas y disciplinas para colaborar y crear conjuntamente herramientas de recopilación y análisis de datos que permitan prepararse, detectar y responder mejor a las emergencias sanitarias. Se basa en la premisa de que ninguna disciplina o institución por sí sola podrá hacer que el mundo esté mejor preparado para la próxima pandemia. Por ello, el Hub trabaja con expertos de diversos países y disciplinas.
Forma parte del consejo de una de las mayores ONG de Nigeria, la Society for Family Health, así como de la organización de defensa de la salud Nigeria Health Watch.

## Honores y reconocimientos
Ihekweazu ha recibido la Orden Nacional del Mérito a la Productividad y Oficial de la Orden del Níger otorgados en 2021 y 2022 respectivamente por el presidente de la República Federal de Nigeria, por su servicio a Nigeria. También fue nombrado Doctor Honoris Causa en Ciencias por la Escuela de Medicina Tropical de Liverpool en enero de 2022. En 2022, fue galardonado con la Medalla "Clara Southmayd Ludlow" por la Sociedad Americana de Medicina Tropical y Salud por su trabajo en el avance del campo de la medicina tropical..

## Defensa de la salud
La revista Nature' informó de que Ihekweazu había criticado a Nigeria por no estar preparada para las epidemias.  Su artículo crítico atrajo la atención del ex ministro de Sanidad, Babatunde Osotimehin, que le propuso una reunión para exponerle sus puntos de vista. En su entrevista con The Guardian, cuando se le preguntó por el temor a un brote tan mortífero como el ébola, la peste o cualquier otro, afirmó: A través del plan de acción nacional para la seguridad sanitaria, recientemente elaborado, hemos desarrollado un plan en todas las áreas de trabajo del Reglamento Sanitario Internacional para garantizar que Nigeria esté mejor preparada en caso de pandemia.  Entre 2016 y 2018, como CEO del NCDC, lideró varias actividades de promoción para la aprobación del proyecto de ley del NCDC. Aunque se creó en 2011, el NCDC funcionó sin una Ley durante siete años. El proyecto de ley para la creación del NCDC fue finalmente aprobado por la Asamblea Nacional y convertido en ley por el presidente Muhammadu Buhari en noviembre de 2018.

## Otras actividades
- Premio Virchow de Salud Global, Miembro del Consejo (desde 2022)[41]
- Miembro del Consejo editorial de la revista Epidemiology and Infection.[42]
- Miembro del Consejo editorial de la revista Journal of Public Health in Africa[43]
- One Campaign, Miembro de la Junta Consultiva de Políticas para África[44]

## Vida personal
Ihekweazu está casado con Vivianne Ihekweazu y tienen dos hijos.

## Publicaciones
- Elimian, K. O.; Ochu, C. L.; Ilori, E.; Oladejo, J.; Igumbor, E.; Steinhardt, L.; Wagai, J.; Arinze, C.; Ukponu, W.; Obiekea, C.; Aderinola, O.; Crawford, E.; Olayinka, A.; Dan-Nwafor, C.; Okwor, T.; Disu, Y.; Yinka-Ogunleye, A.; Kanu, N. E.; Olawepo, O. A.; Aruna, O.; Michael, C. A.; Dunkwu, L.; Ipadeola, O.; Naidoo, D.; Umeokonkwo, C. D.; Matthias, A.; Okunromade, O.; Badaru, S.; Jinadu, A.; Ogunbode, O.; Egwuenu, A.; Jafiya, A.; Dalhat, M.; Saleh, F.; Ebhodaghe, G. B.; Ahumibe, A.; Yashe, R. U.; Atteh, R.; Nwachukwu, W. E.; Ezeokafor, C.; Olaleye, D.; Habib, Z.; Abdus-Salam, I.; Pembi, E.; John, D.; Okhuarobo, U. J.; Assad, H.; Gandi, Y. (11 de septiembre de 2020). «Epidemiología descriptiva de la enfermedad por coronavirus 2019 en Nigeria, 27 de febrero-6 de junio de 2020». Epidemiology and Infection 148: e208. PMC 7506173. PMID 32912370. doi:10.1017/S095026882000206X.
- Simpson, Karl; Heymann, David; Brown, Colin S.; Edmunds, W. John; Elsgaard, Jesper; Fine, Paul; Hochrein, Hubertus; Hoff, Nicole A.; Green, Andrew; Ihekweazu, Chikwe; Jones, Terry C.; Lule, Swaib; Maclennan, Jane; McCollum, Andrea; Mühlemann, Barbara; Nightingale, Emily; Ogoina, Dimie; Ogunleye, Adesola; Petersen, Brett; Powell, Jacqueline; Quantick, Ollie; Rimoin, Anne W.; Ulaeato, David; Wapling, Andy (Julio 2020). «Human monkeypox – After 40 years, an unintended consequence of smallpox eradication». Vaccine 38 (33): 5077-5081. PMC 9533855. PMID 32417140. doi:10.1016/j.vaccine.2020.04.062.
- Bedford, Juliet; Enria, Delia; Giesecke, Johan; Heymann, David L.; Ihekweazu, Chikwe; Kobinger, Gary; Lane, H. Clifford; Memish, Ziad; Oh, Myoung-don; Sall, Amadou Alpha; Schuchat, Anne; Ungchusak, Kumnuan; Wieler, Lothar H. (28 de marzo de 2020). «COVID-19: towards controlling of a pandemic». The Lancet 395 (10229): 1015-1018. PMC 7270596. PMID 32197103. doi:10.1016/S0140-6736(20)30673-5.
- Ihekweazu, Chikwe; Yinka-Ogunleye, Adesola; Lule, Swaib; Ibrahim, Abubakar (3 de mayo de 2020). «Importance of epidemiological research of monkeypox: is incidence increasing?». Expert Review of Anti-infective Therapy 18 (5): 389-392. PMC 9491128. PMID 32096659. S2CID 211477598. doi:10.1080/14787210.2020.1735361.
- Ismail, Nazir Ahmed; Mvusi, Lindiwe; Nanoo, Ananta; Dreyer, Andries; Omar, Shaheed V.; Babatunde, Sanni; Molebatsi, Thabo; Walt, Martie van der; Adelekan, Adeboye; Deyde, Varough; Ihekweazu, Chikwe; Madhi, Shabir A. (1 de julio de 2018). «Prevalence of drug-resistant tuberculosis and imputed burden in South Africa: a national and sub-national cross-sectional survey». The Lancet Infectious Diseases 18 (7): 779-787. PMC 6800151. PMID 29685458. doi:10.1016/S1473-3099(18)30222-6.
- Njidda, Ahmad Muhammad; Oyebanji, Oyeronke; Obasanya, Joshua; Ojo, Olubunmi; Adedeji, Adebayo; Mba, Nwando; Oladejo, John; Ihekweazu, Chikwe (1 de abril de 2018). «The Nigeria Centre for Disease Control». BMJ Global Health 3 (2): e000712. PMC 5914765. PMID 29707246. S2CID 13784252. doi:10.1136/bmjgh-2018-000712.
- Yinka- Ogunleye, Adesola; Aruna, Olusola; Ogoina, Dimie; Aworabhi, Neni; Eteng, Womi; Badaru, Sikiru; Mohammed, Amina; Agenyi, Jeremiah; Etebu, E. N.; Numbere, Tamuno- Wari; Ndoreraho, Adolphe; Nkunzimana, Eduard; Disu, Yahyah; Dalhat, Mahmood; Nguku, Patrick; Mohammed, Abdulaziz; Saleh, Muhammad; McCollum, Andrea M.; Wilkins, Kimberly; Faye, Ousmane; Sall, Amadou; Happi, Christian; Mba, Nwando; Ojo, Olubumi; Ihekweazu, Chikwe (2018). «Reemergence of Human Monkeypox in Nigeria, 2017 - Volume 24, Number 6—June 2018 - Emerging Infectious Diseases journal - CDC». Emerging Infectious Diseases 24 (6): 1149-1151. PMC 6004876. PMID 29619921. doi:10.3201/eid2406.180017.
- Dan-Nwafor, Chioma C.; Furuse, Yuki; Ilori, Elsie A; Ipadeola, Oladipupo; Akabike, Kachikwulu O; Ahumibe, Anthony; Ukponu, Winifred; Bakare, Lawal; Okwor, Tochi J; Joseph, Gbenga; Mba, Nwando G; Akano, Adejoke; Olayinka, Adebola T; Okoli, Ihekerenma; Okea, Rita A; Makava, Favour; Ugbogulu, Nkem; Oladele, Saliu; Namara, Geoffrey; Muwanguzi, Esther N; Naidoo, Dhamari; Mutbam, Samuel K; Okudo, Ifeanyi; Woldetsadik, Solomon F; Lasuba, Clement LP; Ihekweazu, Chikwe (16 de mayo de 2019). «Measures to control protracted large Lassa fever outbreak in Nigeria, 1 January to 28 April 2019». Eurosurveillance 24 (20). PMC 6530254. PMID 31115314. doi:10.2807/1560-7917.ES.2019.24.20.1900272.